# Palazzo Falson
Palazzo Falson, znany poprzednio jako Palazzo Cumbo-Navarra, Casa dei Castelletti oraz Norman House – XIII-wieczny średniowieczny pałac w Mdinie na Malcie. Zbudowany został jako rezydencja rodzinna, i jego nazwa pochodzi od byłych właścicieli – rodziny Falson. Jest teraz dostępny dla publiczności jako dom-muzeum, z siedemnastoma pokojami wypełnionymi historycznym mieniem domowym oraz kilkoma kolekcjami antyków.
Jest to drugi pod względem wieku budynek w Mdinie, z modyfikacjami strukturalnymi poczynionymi głównie podczas renowacji w wiekach XV i XVI. Architekt pierwotnego budynku nie jest znany, lecz charakterystyczne okna wyższego piętra przypisywane są Jacobo Dimegowi. W czasie rządów Zakonu Joannitów budynek był siedzibą Philippe l’Isle Adama, pierwszego Wielkiego Mistrza Malty, podczas jego wizyty w Mdinie w roku 1530.
Od roku 2007 budynek został udostępniony publiczności jako Palazzo Falson Historic House Museum, i jest zarządzany przez Fondazzjoni Patrimonju Malti, fundację maltańskiego dziedzictwa narodowego. Wystawiane są tam stale kolekcje byłego właściciela Olofa Fredericka Gollchera, okazjonalnie organizowane są inne czasowe wystawy z prywatnych kolekcji.
Budynek został wpisany na "Antiquities List of 1925", od roku 1992 ma status zabytku 1 klasy, oraz umieszczony jest na liście National Inventory of the Cultural Property of the Maltese Islands.

## Historia

### XIII wiek
Palazzo Falson zbudowany został w XIII wieku. Jest typowym średniowiecznym palazzo, wzorowanym na sycylijskich konstrukcjach z tamtego okresu. Oryginalnie był budowlą parterową, składającą się z pewnej liczby pomieszczeń otaczających wewnętrzny dziedziniec, formując najstarszą część budowli. Postawiono go na pozostałościach struktur obronnych, zwanych La Rocca.
Pierwszy budynek był oryginalnie znacznie większy niż dzisiejszy, jego frontowa fasada z głównym wejściem znajdowała się tam, gdzie jest dzisiaj Bastion Square. Było również drugie wejście od strony Our Saviour Street, które służyło jako tylne wejście do posiadłości, oraz jako wejście do kościoła pod wezwaniem Zbawiciela, przylegającym do palazzo.
Interesującym jest fakt, że wiele dokumentów stwierdza, iż teren dzisiejszego refektarza i kuchni pałacu był w pewnym okresie częścią synagogi, używanej przez społeczność żydowską Mdiny.

### XV wiek
W tym stuleciu pałac przeszedł kilka znaczących modyfikacji. Przeniesiono główną fasadę budynku na Villegaignon Street, dobudowano drugą kondygnację, dodano również podwójną linię ząbkowanego ozdobnika z odwróconymi trójkątami i kulkami, oddzielającą kondygnacje, oraz, wzorowaną na sztuce sycylijskiej, osłonę otaczającą główne wejście. Cechy te są typowe dla italonormańskiego stylu, przeważającego w tym czasie.

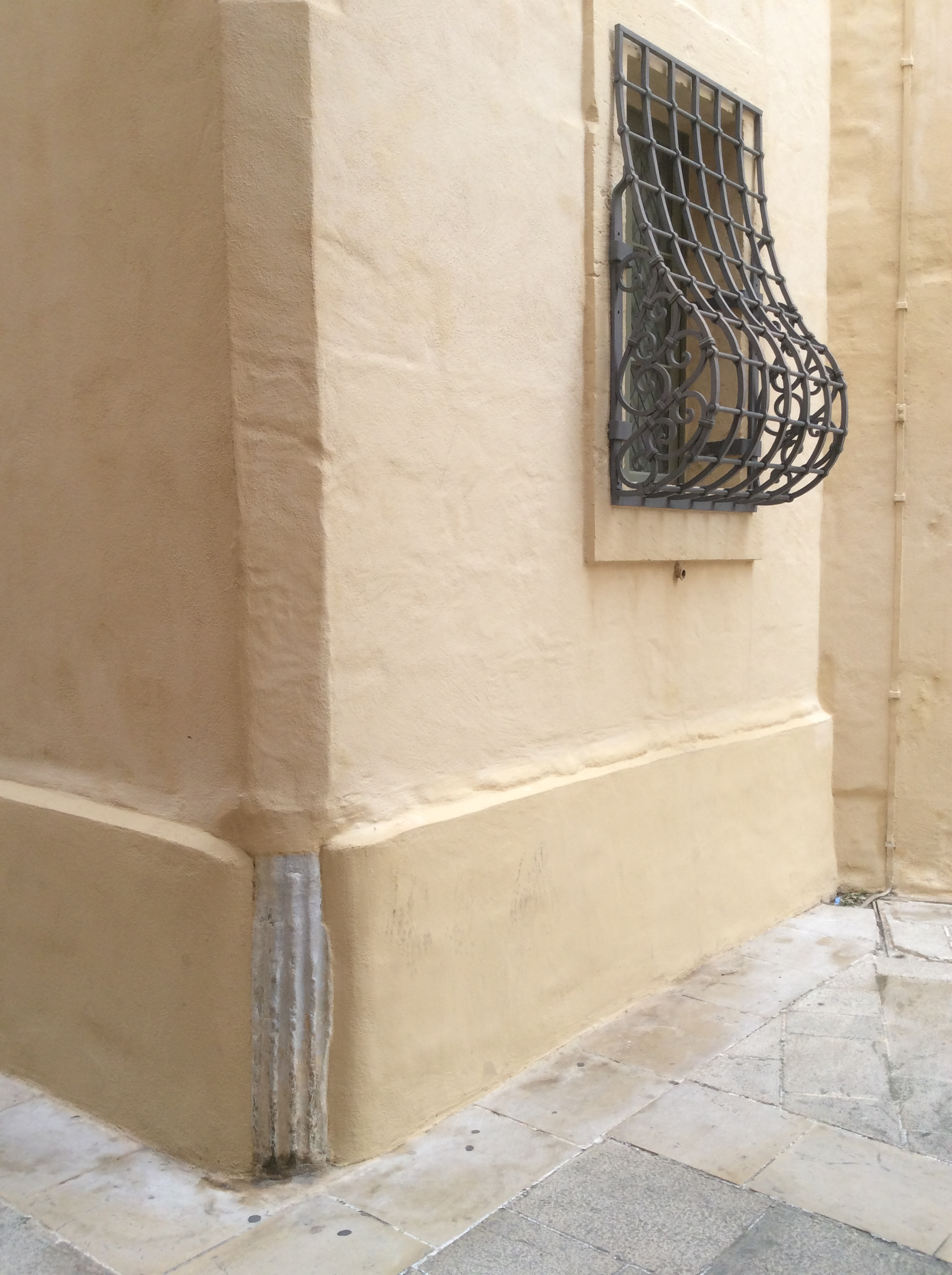
Ponownie użyta rzymska kolumna (lewo-dół) oraz "ciężarne" okno (prawo-góra), oba elementy tylnej fasady

### XVI wiek
Na początku XVI wieku pałac był własnością Ambrosio de Falsone, który był przewodniczącym rady miasta. Następnie pałac przeszedł w ręce jego kuzyna Michele Falsona, który mieszkał tu w roku 1524. Dokonał on kolejnych zmian w budynku, w tym dodał wielodzielne okna na piętrze. Te ozdobne okna zostały prawdopodobnie zaprojektowane przez miejscowego architekta Jacobo Dimega (Dimecha). Zmiany wykonane zostały przed wizytą w Mdinie pierwszego na Malcie Wielkiego Mistrza Zakonu Joannitów Philippe’a de l’Isle Adama. Zatrzymał się on w pałacu od 20 października do 5 listopada 1530 roku.
Według niepotwierdzonych informacji Matteo Falson był zwolennikiem francuskiego księdza Francesco Gesualdo, który szerzył idee luteranizmu. Kilka lat później, po biskupim dochodzeniu, Matteo został oskarżony przez Inkwizycję o odstępstwo od wiary, i musiał opuścić wyspę. Później palazzo przeszedł w ręce rodziny Cumbo Navarra oraz jej spadkobierców.

### XX wiek
W roku 1927 część pałacu została zakupiona przez Olofa Gollchera i jego matkę, Elisę Gollcher née Balbi (1857-1935). W roku 1938 dokupił pozostałą część. Mógł teraz połączyć obie części w jeden dom. Gollcher dokonał kilku znamiennych zmian. Przemianował dom na "The Norman House", na dziedzińcu wybudował, z wpływami sykulo–renesansowymi, wewnętrzne schody, jak również pseudo sykulo–normańską fontannę i bizantyńsko–romańskie folly. Dobudował również framugę o ostro zakończonym łukowatym kształcie, aby uzupełnić główny portal fasady.

### XXI wiek
W roku 2001 Fondazzjoni Patrimonju Malti zawarło umowę z "Capt. O.F Gollcher O.B.E Arts and Archeological Foundation", na podstawie której "Patrimonju Malti" mogło odnowić  Palazzo Falson do jego poprzedniej chwały i przekształcić w muzeum historyczne.
Palazzo Falson został otwarty dla publiczności 4 maja 2007 roku.

## Olof Frederick Gollcher

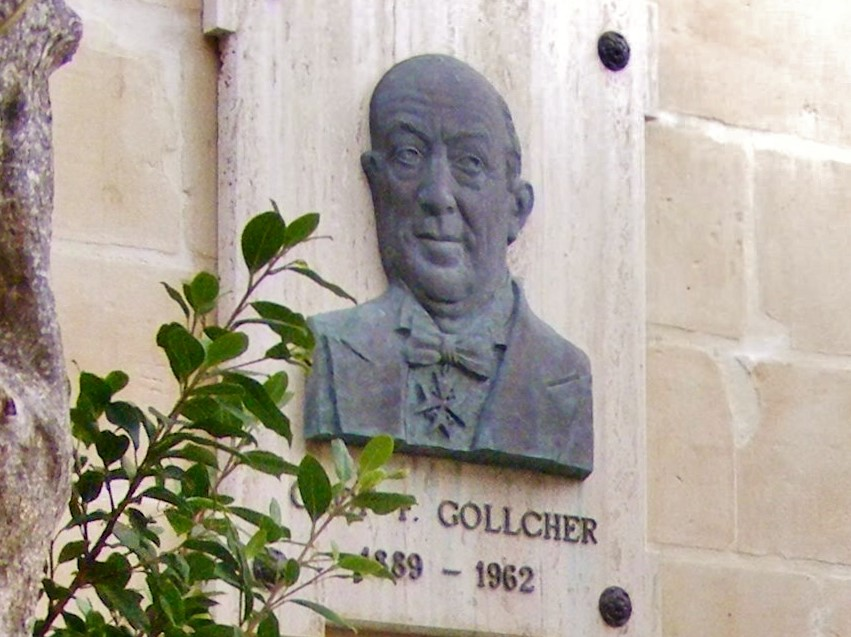
Tablica ku czci Olofa F. Gollchera nad tarasem pierwszego piętra

Olof Frederick Gollcher urodził się w Valletcie w roku 1889. Jego rodzicami byli Chevalier Gustav Gollcher (1854-1922) oraz Elisa née Balbi (1857–1935). Rodzina miała szwedzkie korzenie, i była właścicielem morskiej firmy transportowej, wciąż działającej na Malcie, pod nazwą The Gollcher Group.
W roku 1914 Olof wstąpił do British Army i brał udział w obu wojnach światowych, dochodząc w roku 1945 do rangi kapitana. W roku 1936 został Rycerzem Łaski Wielkiego Przeoratu Brytyjskiej Dziedziny Czcigodnego Zakonu Szpitala Świętego Jana z Jerozolimy (ang. Knight of Grace of the Grand Priory of the British Realm of the Venerable Order of the Hospital of St. John of Jerusalem). Rok później mianowany został Oficerem Najwspanialszego Orderu Imperium Brytyjskiego (OBE). W roku 1947 poślubił Teresę ‘Nellę’ Lucię née Prior (1890-1962).  Nella była oficerem sekcji pielęgniarskiej St. John’s Ambulance, zostając później sekretarzem honorowym.
Gollcher był zapalonym kolekcjonerem, artystą i entuzjastą kultury. Jego rozległa kolekcja obejmuje obrazy, meble, dywany orientalne, srebra, książki i biżuterię. Był on również członkiem Malta’s Antiquities Committee i sekretarzem International Institute of Mediterranean Archaeology oraz The Malta Underwater Archaeological Branch. Pewna ilość znalezisk archeologicznych jest prezentowana w muzeum.
Wolą kapitana Gollchera było, aby jego dom oraz kolekcja były udostępnione publiczności. Po jego śmierci w roku 1962 zostały objęte opieką Captain O F Gollcher OBE Art and Archaeological Foundation, lecz odrestaurowanie domu i kolekcji rozpoczęło się dopiero w roku 2001. Muzeum otwarło swoje podwoje w roku 2007, i kontynuowało działalność pod zarządem Fondazzjoni Patrimonju Malti.

## Muzeum
Muzeum składa się z 17 pomieszczeń, których wystrój stara się pokazać atmosferę domu. Pięć z nich (dziedziniec, refektarz, zbrojownia, kuchnia i studio) znajdują się na parterze, pozostałe – na piętrze budynku.

### Dziedziniec

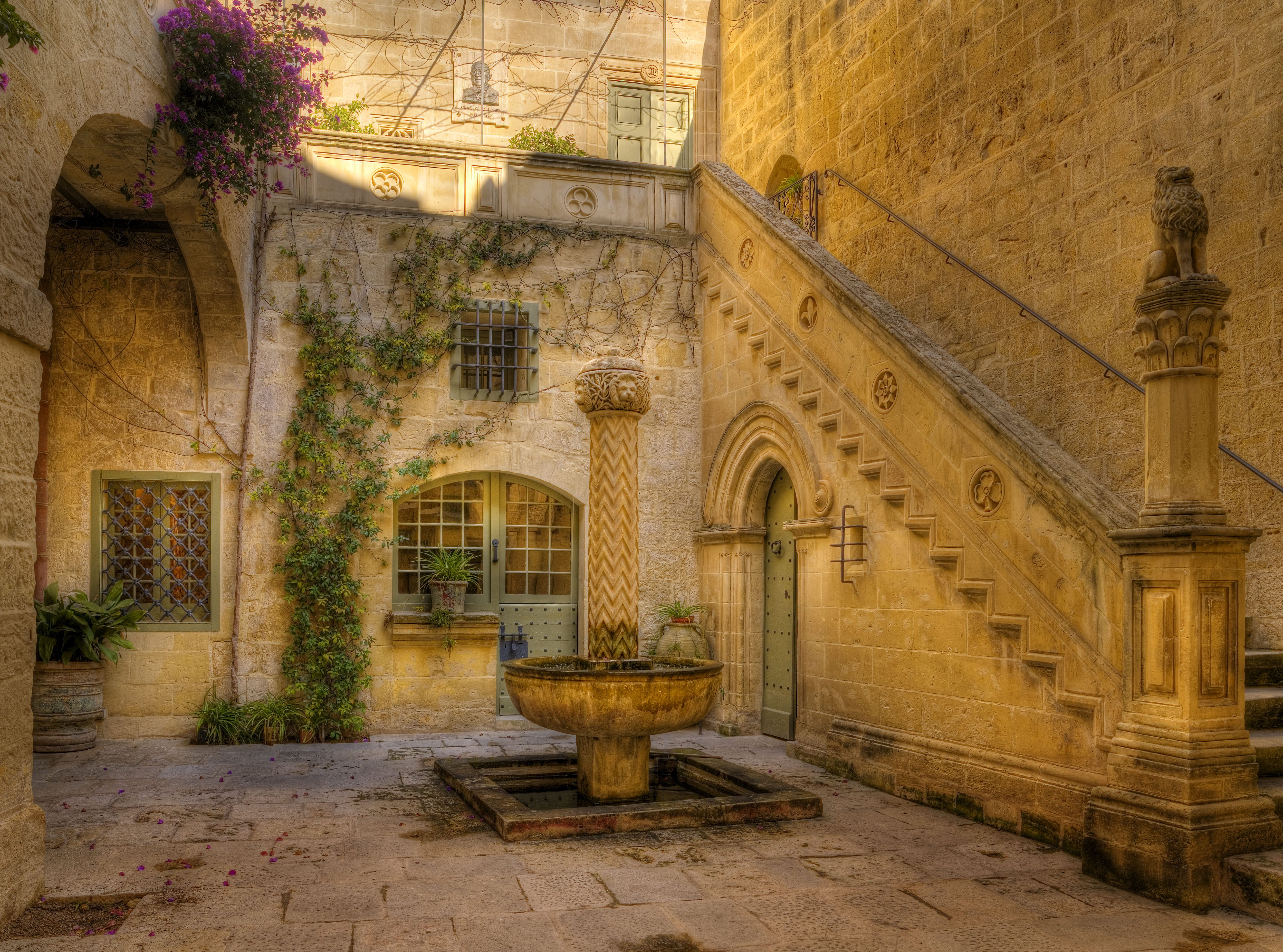
Dziedziniec pałacu

Dziedziniec palazzo jest prawdopodobnie jednym z miejsc, które najbardziej
obrazuje "historyczne przebudzenie Gollchera". Tą cokolwiek romantyczną postawę odzwierciedla ilość architektonicznych i dekoracyjnych elementów na nim zgromadzonych.
Sykulo–renesansowe schody, zamontowane na dziedzińcu, a wiodące na taras pierwszego piętra, inspirowane były podobnymi, znajdującymi się na Sycylii w Palazzo Bellomo w Syrakuzach oraz w Palazzo Corvaia w Taorminie. Inne znaczące elementy na dziedzińcu to fontanna, wzorowana na podobnej w benedyktyńskim klasztorze w Monreale na Sycylii, oraz bizantyńsko–romańskie folly w prawym narożniku dziedzińca, podobne do wieży, wsparte na kolumnach z misternie rzeźbionymi kapitelami.

### Refektarz
Refektarz tworzy część najstarszej struktury budynku, datowanej prawdopodobnie na czasy Średniowiecza. Grubość ścian pomieszczenia mówi o jego średniowiecznym rodowodzie.

Podczas niedawnych prac restauracyjnych odkryto zamurowane, wąskie, łukowo zakończone przejście z kuchni do refektarza. Jest to jeden z najwcześniejszych elementów palazzo, i prawdopodobnie należy do oryginalnego jądra budynku, datowanego na XIII wiek.
W refektarzu eksponowane są cztery maltańskie fotele ceremonialne, z których jeden pochodzi z XVII wieku. W kilku gablotach znajdują się niewielkie kolekcje różnych urządzeń domowych, jak np. kołowrotki, zamki, różne wagi i miarki, oraz naczynia cynowo-ołowiane. Można tam również zobaczyć lampki oliwne oraz świeczniki.

### Zbrojownia
Obszerność i różnorodność kolekcji wystawianej w tym pomieszczeniu świadczy dobitnie o wielkim zainteresowaniu Gollchera tematyką uzbrojenia. Ściany zawieszone są rzędami mieczy, broni drzewcowej, pistoletów i karabinów. Jedna z kusz, wystawianych w gablocie, pochodzi z Hiszpanii i datowana jest na początek XVI wieku. Inne przedmioty z tej kolekcji to, m.in. hełmy, ostrogi, mosiężny buzdygan, średniowieczny topór oraz cep.
Jednym z wielu eksponatów wystawianych w orientalnej części zbrojowni jest perski półkolisty hełm ze szpikulcem na szczycie, znany jako Kulah Khud, z metalową osłoną nosa oraz dwoma uchwytami na pióra i łańcuszkową osłoną szyi. Dekorowany jest metodą damasceńską (nazwa pochodzi od Damaszku w Syrii, gdzie ją wynaleziono), wyobrażeniami liści, figur ludzkich oraz arabskimi cytatami z Koranu. Hełm pochodzi prawdopodobnie z początku XIX wieku. Znajduje się tu również m.in. perska metalowa wypukła tarcza (sipar), oraz perski kindżał.
Sekcja broni palnej tej zbrojowni zawiera wspaniałą kolekcję angielskich, włoskich, francuskich i hiszpańskich pistoletów skałkowych. Są tam również francuskie w stylu egzemplarze, wykonane specjalnie na rynek wschodni, głównie do Turcji.
Ciekawym przedmiotem wystawianym w tym pomieszczeniu jest pas cnoty.

### Kuchnia
Architektura kuchni, z grubymi ścianami, masywnymi łukami i podłużnymi oknami, dominuje w pomieszczeniu i jest silnym wskaźnikiem średniowiecznego pochodzenia domu.
W czasach średniowiecznych, kiedy przestrzeń zajmowana przez budynek była większa niż aktualnie, dom rozpościerał się poza małe tylne podwórko, widoczne z okna kuchni, obejmując sąsiednią posesję.

Kuchnia, którą Gollcher czule nazywał swoją trattorią, zdominowana jest przez olbrzymi kominek, dekorowany kolorowymi płytkami z majoliki, przedstawiającymi osoby w XVIII-wiecznych strojach. Pobliski piec kuchenny, opalany drewnem, udekorowany jest białymi i niebieskimi flizami.

Duża kolekcja miedzianych garnków, patelni, czajników, dzbanków i różnych pojemników, rozlokowana jest wokół pomieszczenia. Niektóre z mebli, znajdujących się w kuchni, jak np. XVII-wieczna szafka, znana lokalnie jako tas-sagristija, przeznaczona była do kościelnych zakrystii, a znalazła się tutaj tylko z powodu jej przydatności do przechowywania różnych sprzętów kuchennych. Na jednej z nich stoi pojemnik, znany jako il-baqra, przeznaczony do przyrządzania i gotowania narodowego dania maltańskiego – potrawki z królika.

### Studio

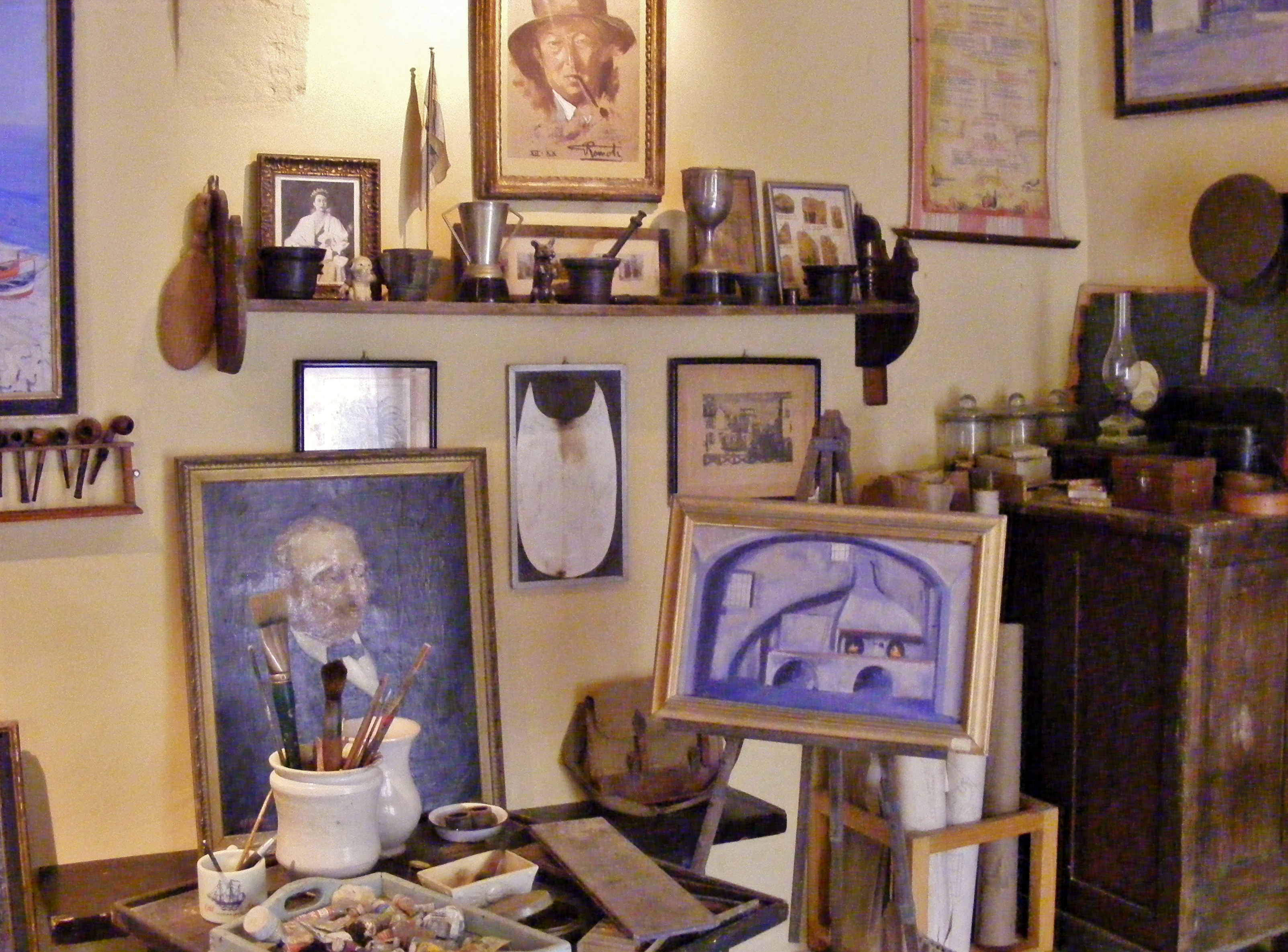
Studio – pracownia malarska Gollchera

Olof Gollcher nie był jedynie wielbicielem sztuki, sam również malował obrazy olejne oraz wykonywał akwaforty i litografie. Ukończył wyższe studia w Londynie z dyplomem krytyka sztuki i artysty.

Jego prace wystawiane były w różnych centrach sztuki w Europie, m.in. Royal Academy w Londynie oraz Salon des Artistes w Paryżu. Znajdujące się w studio prace Gollchera pokazują prawdziwy poziom jego umiejętności.
Gollcher był pasjonatem fajki, użuwane przez niego są teraz wystawiane w studio. Był aktywnym członkiem grupy artystów, znanej jako Confraternità della Pipa (Bractwo Fajki), mającej siedzibę w Rzymie. Obrazy artystów z Bractwa można teraz oglądać w Narodowym Muzeum Sztuk Pięknych w Valletcie, gdzie zostały przekazane przez Gollchera.
Olof Gollcher był również mocno związany ze scenami sztuki na Malcie. W jego dzienniku, pod datą 23 lutego 1943 roku, znajduje się wycinek gazety z informacją o wyborze jego osoby (wraz z innymi) do utworzenia Committee of the Malta Art Association.

### Skarbiec
Wspaniała kolekcja sreber pałacowych obejmuje ponad 800 sztuk przedmiotów, w tym szereg znaczących egzemplarzy maltańskich, brytyjskich i europejskich sreber. Różnorodny wybór tych przedmiotów eksponowany jest w skarbcu, w którym Gollcher przechowywał wartościowe rzeczy, kiedy wyjeżdżał z domu.
Wystawa obejmuje m.in. XVIII-wieczny komplet zastawy stołowej z wygrawerowanym herbem Zakonu Joannitów, szereg czajników do kawy z różnych okresów, komplety do herbaty z XIX wieku (herbata nie była popularna na Malcie przed przybyciem tam Brytyjczyków), pojemniki na cukier.

Wyróżniającym się elementem tej kolekcji jest srebrny nef. W starofrancuskim słowo "nef" znaczy "statek, okręt". Słowo to odnosi się do ceremonialnego przedmiotu, który ewoluował we Francji od czasów średniowiecza. Nef był symbolem statusu, spełniającym szereg funkcji: zawierał pojemnik na sól, osobiste sztućce i serwetki. Był również wykorzystywany do oznaczania miejsca gospodarza lub bardzo szanowanego gościa przy stole. Modele te były bardzo skomplikowane i precyzyjne, zawierały olinowanie, działa i figurki osób na pokładzie. Pod koniec XVI i początkiem XVII wieku były wytwarzane na dużą skalę w Augsburgu i Norymberdze, gdzie zwyczajowo były podarunkami ślubnymi.

### Podest schodowy
Na podeście piętra znajduje się kolekcja widoków portowych (m.in. zestaw sześciu XVIII-wiecznych widoków portu w Valletcie), różnych form przedstawień okrętów oraz innych objets d’art dotyczących marynistyki.
Znaczącym obiektem tutaj wystawianym jest obraz autorstwa Girolamo Gianniego (1837–1895), pokazujący epizod z historii rodziny Gollchera. Przedstawia on statek "Swalan" z Johanem Gustafem Gollcherem – pradziadkiem Olafa – jako dowódcą, wpływający do portu w Valletcie w roku 1848.

Znajdują się tutaj też cztery z piętnastu modeli statków z kolekcji muzeum, jak też różne instrumenty nawigacyjne m.in. oktant.
Na szczycie biegu schodów mieści się typowa, z wczesnych lat XX wieku, sypialnia kamerdynera lub służącego. Eksponowane są w niej XIX-wieczne litografie przedstawiające wygląd i ubiory ulicznych sprzedawców lokalnych produktów. Jedna z nich pokazuje maltańską kobietę ubraną w tradycyjny ubiór zwany għonnella, całkowicie zanikły w drugiej połowie XX wieku. Ramka nad łóżkiem zawiera relikwie znanych świętych, otoczone motywami dekoracyjnymi.

### Gabinet

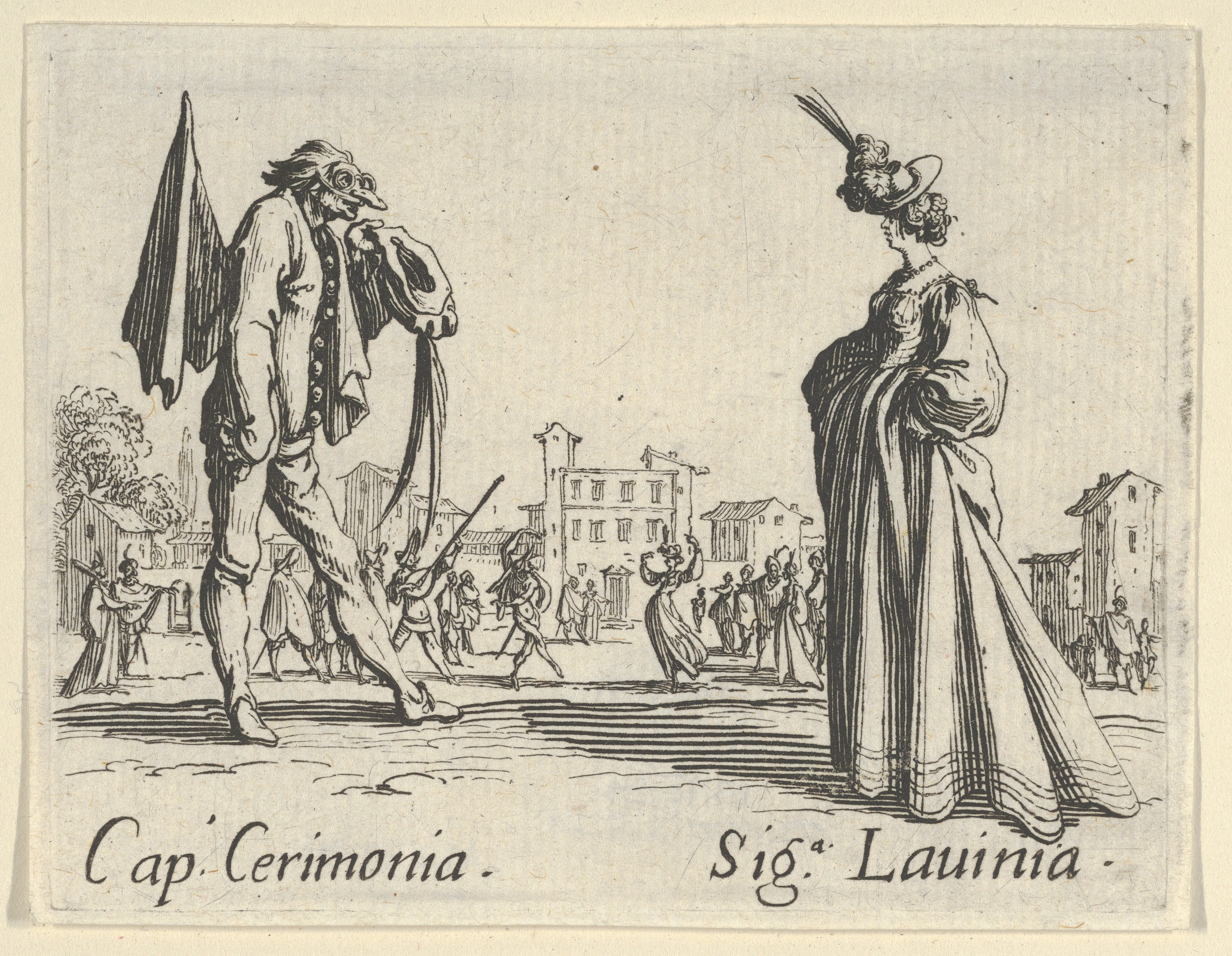
Jedna z grafik Jacques’a Callota z cyklu I Balli di Sfessania

Ekspozycja w gabinecie poświęcona jest głównie Gollchera kolekcji sztychów, zawierającej kilka prac znanych artystów. Jest tam również seria małowymiarowych portretów rodzinnych Gollchera, wykonanych przez XIX-wiecznego szwedzkiego artystę naiwnego Alexisa Witterbergha. W ściennej niszy znajduje się kilka niezwykłych przedmiotów, jak fajka do palenia opium i słoiki aptekarskie.
Trzy sztychy wykonane są przez Albrechta Dürera, a to: Rodzina turecka, Trzech wieśniaków w trakcie rozmowy oraz Tańcząca para wieśniaków. Drugi zestaw grafik wykonany został przez Salvatora Rosę, wybitnego XVII-wiecznego artystę neapolitańskiego. Kolejny zestaw wiszący w gabinecie to grafiki wykonane na podstawie I Balli di Sfessania XVII-wiecznego rytownika Jacques’a Callota.

### Pokój z kolekcją małych przedmiotów
W tym pomieszczeniu wystawiana jest kolekcja Gollchera zawierająca różnego rodzaju biżuterię, monety i inne godne uwagi objets d’art. Jest tam też niewielka galeria portretów gospodarza i ludzi mu współczesnych.
Dwa portrety, Olofa i jego żony Nelli, zwrócone do siebie, znajdują się w górnej części pokoju. Są tam też portrety członków rodziny oraz przyjaciół Gollchera.
Kolekcja numizmatów obejmuje m.in. bardzo rzadki, wykonany ze srebra i pozłacany medal Wielkiego Mistrza Alofa de Wignacourt z roku 1607. W gablocie z biżuterią znajduje się filigranowy naszyjnik i broszka z motywami maltańskimi. Są tam też XIX-wieczne dodatki do ubiorów, takie jak etui, przywieszki, szpilki do kapeluszy, srebrny gorset, biżuteria, medaliony, lornetki operowe, zdobione grzebienie, znacząca kolekcja srebrnych tabakierek, a nawet uchwyt na bukiety.
Inne kolekcje w tym pokoju to zegarki kieszonkowe, dewizki, obrączki (od pamiątkowych po dekoracyjne), karafki wykończone złotem, balsaminki, i wiele innych.

### Pokój rysunkowy
Pokój rysunkowy jest jednym z trzech głównych salonów (sale nobili) w pałacu. Jednym z najważniejszych obrazów w kolekcji tam się znajdującej jest dzieło Mattia Pretiego Samobójstwo Lukrecji.

Innym interesującym dziełem jest obraz zatytułowany W tawernie, przypisywany flamandzkiemu artyście Davidowi Teniersowi Młodszemu. W kolekcji pałacu znajdują się też dwa inne obrazy w stylu Taniersa: Małpia orkiestra oraz Koci fryzjer, które wiszą w gabinecie.

Niewielki, lecz znaczący portret chłopca, przypisywany Bartolomé Murillo oraz cztery urocze obrazy przypisywane Nicolasowi Poussin, przedstawiające putti, które symbolizują Cztery pory roku, są też tutaj wystawiane.
Jednym z najwspanialszych mebli w palazzo jest kunsztownie dekorowana, pochodząca z początku XVIII wieku, maltańska komoda z czterema szufladami, stojąca na okrągłych nóżkach. Jest ona fornirowana drewnem oliwnym i orzechem, ma inkrustowane drewnem pomarańczowym medaliony o koronkowym wzorze, otoczone podwójnym łańcuszkiem. Jej krawędzie są bejcowane na hebanowo.

### Pokój dzienny
Pokój dzienny ozdobiony jest szeregiem wspaniałych portretów, pięknych i misternych mebli oraz wyborem delikatnej porcelany.
Jednym z najbardziej uderzających obrazów w tym pokoju jest portret genueńskiej szlachcianki, namalowany za flamandzkim artystą van Dyck'iem.

Znajdują się tu wspaniałe okazy mebli, jak np. XVIII-wieczne bureau z otwieraną deską do pisania, falowanymi szufladami oraz wklęsłymi bokami. Jest fornirowane drewnem karobowym i inkrustowane podwójnym rzędem orzechowej krzywolinijnej ornamentacji. Innym znakomitym meblem jest maltański stolik z połowy XVII wieku, z szufladą i ozdobnym drewnianym "fartuchem" u dołu. Inkrustowany jest drewnem oliwnym i pomarańczowym. Można też podziwiać, jedną z dziewięciu w tym pałacu, stojącą gablotę do przechowywania dokumentów, biżuterii i innych cennych przedmiotów. Fronty jej sześciu szuflad ozdobione są panelami ze scenami mitologicznymi namalowanymi na szkle.
Eksponowane są tu też wspaniałe wachlarze, część kolekcji liczącej ponad 30 sztuk, typowy maltański zegar ścienny z malowaną i złoconą obudową oraz motywami roślinnymi na tarczy oraz porcelanowe figurki z Capodimonte.

### Jadalnia
Jadalnia zdominowana jest przez wspaniały kominek, na okapie którego znajduje się herb Wielkiego Mistrza Philippe Villiers de L’Isle Adama oraz inskrypcja upamiętniająca jego tutaj pobyt.
Dokoła pokoju biegnie ozdobny fryz, malowany w girlandy owoców i kwiatów. Wykonany został przez maltańskiego artystę Victora Fleriego Solera (1898–1959), przy częściowej pomocy samego Gollchera. Liczba obrazów w tym pokoju zawiera portrety rodziców i dziadków Olofa, liczne pejzaże oraz obrazy z martwą naturą. Na jednym z końców pokoju stoi marmurowa kopia popiersia Napoleona, wykonana na podstawie pracy Antoine-Denisa Chaudeta z roku 1804.

Stół jadalni przystrojony jest wspaniałymi srebrnymi nakryciami i sztućcami. Ozdobą stołu jest holenderski srebrny Nef, pochodzący z 2. połowy XIX wieku oraz piękne weneckie szkła z herbem Fra Gaetano Bruno. Jednym z najwspanialszych eksponatów w pałacowej kolekcji sreber jest dzbanek z przykrywką, wytworzony przez Gioacchino Lebruna, a należący swego czasu do Wielkiego Mistrza de Rohana.

Jeden z pejzaży wystawianych w jadalni jest pędzla Richarda Boningtona.

### Biblioteka
W bibliotece mieści się kolekcja Gollchera, licząca ponad 4500 książek. Jest obszerna, jak na prywatną bibliotekę, i musi być przechowywana, po dziesięcioleciach zbierania, w jednym miejscu.
Tematyka zebranych książek jest bardzo rozległa: od antycznej sztuki działań wojennych do obu wojen światowych, od historii średniowiecznej po mineralogię, od sądów królów Francji po kurioza, takie jak np. książki o trucicielach. Jest tu też pewna liczba biografii sławnych osób oraz całkiem pokaźna kolekcja książek o brytyjskiej historii. Obszerny wybór książek o historii sztuki oraz czasopism odzwierciedla zainteresowania Gollchera.

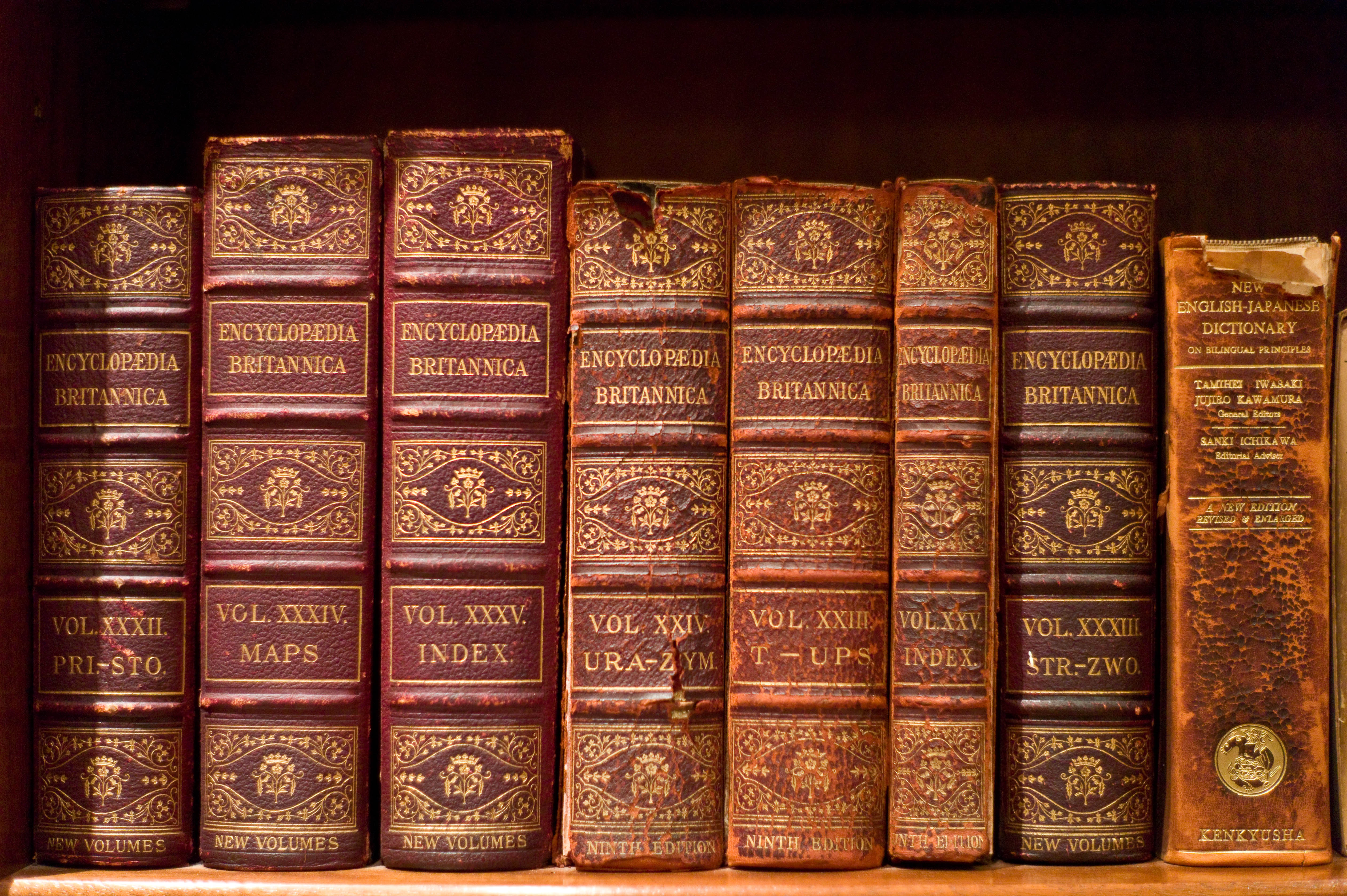
Część 25-tomowego dziewiątego wydania Encyclopædia Britannica (wolumin 4, 5 i 6 od lewej)

Wśród wybitnych wielotomowych egzemplarzy kolekcji znajduje się m.in. 25 oprawionych w skórę woluminów dziewiątego wydania Encyclopædia Britannica, publikowanych w latach 1875–1889, kompletna, 70-tomowa seria prac Woltera, wydana w latach 1785–1789, Historia papieży (1305–1700) wydana w roku 1923 oraz Cambridge modern history w 14 tomach, wydana w latach 1904–1912.
Biblioteka zawiera też pewną liczbę tzw. Melitensia (książek dotyczących Wysp Maltańskich, napisanych przez maltańskich autorów lub wydanych na Malcie), wszystkie bardzo poszukiwane przez kolekcjonerów. "Perełkami" wśród nich są dwie oficjalne historie Zakonu Joannitów, a to Dell'Istoria della Sacra Religione et Illma Militia di San Giovanni Gierosolimitano z roku 1594 autorstwa Giacomo Bosio, kontynuowana przez Bartolomeo Del Pozzo, oraz Histoire des Chevaliers Hospitaliers de S. Jean de Jerusalem Abbe de Vertota z roku 1726. Angielska wersja tej drugiej, The History of the Knights of Malta z roku 1728 jest również obecna w tej kolekcji.
W pokoju eksponowane są też porcelanowe słoiki aptekarskie Old Paris, dekorowane w wielokolorowe kwiaty, liście, złoto-malowane brzegi oraz węża – symbol farmacji.

### Kaplica

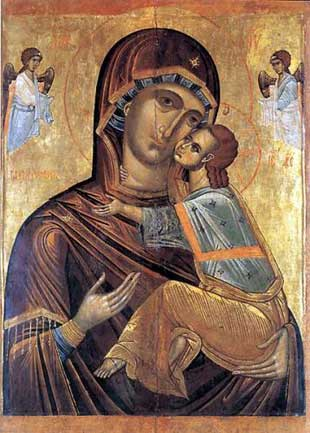
Przykład stylu Eleousa – Dziewica z Dzieciątkiem, grecka ikona z XVI–XVII wieku

Ściany kaplicy ozdabia szereg obrazów religijnych i ikon, z których dwie, przedstawiające Dziewicę z Dzieciątkiem, posiadają tzw. sukienki, oznaczające je jako obiekty szczególnej czci.
Jedna z nich wykonana jest w tradycyjnym stylu Eleousa, znanym też jako Matka Boża Czułości. Ikonografia Eleousa zazwyczaj przedstawia twarze Matki Bożej i Dzieciątka dotykające się czule, oraz z ramieniem Dzieciątka obejmującym szyję Matki.

Inne ikony w kaplicy to grecka z XVIII wieku przedstawiająca Matkę Bolesną z krucyfiksem w ramionach, oraz Świętego Mikołaja.
Obraz w ołtarzu przedstawia św. Angelo Męczennika; jest to prawdopodobnie XVIII-wieczna praca artysty z Sycylii. Po obu stronach ołtarza znajdują się dwie srebrne latarnie procesyjne z Krzyżem Zakonu, również datowane na wiek XVIII. Inne godne uwagi eksponaty to m.in. srebrne pojemniki na wodę święconą z XIX wieku, XVII-wieczne srebrne flaszki na olej święty oraz przenośna kropielnica z 2. połowy XVII wieku.

### Sypialnia pana domu
Zdominowana przez łoże z baldachimem wspartym na czterech podporach, sypialnia również zawiera kilka wartych odnotowania portretów kobiecych, datowanych na XVIII wiek.
Na lewo od łoża znajduje się portret dziewczyny, namalowany w raczej naiwnym stylu. Nad gablotką wisi XVIII-wieczny portret siedzącej starszej pani, obok – inny portret dziewczęcy. Para wczesnodwudziestowiecznych chińskich paneli z wyszywanym jedwabiem również zdobi ściany. Piękna rzeźbiona gablota zawiera szereg damskich portmonetek i torebek, oraz innych dodatków do ubioru. Są tam również pamiątki po Olofie Gollcherze, jak np. karty członkowskie różnych klubów, których był członkiem czy medale, które otrzymał, oraz dwa wachlarze – maltański oraz kantoński, oba z XIX wieku.

### Galeria dywanów
W Palazzo Falson znajduje się imponująca kolekcja, ponad osiemdziesiąt, orientalnych dywanów z różnych terenów, jak np. Azerbejdżan, Afganistan i Turkmenistan. Kolekcja ta zawiera również dywany perskie oraz modlitewne.

### Pokój kolekcji archeologicznej oraz dokumentów
Kapitan Gollcher był członkiem Antiquities Committee oraz aktywnie występował za zachowaniem maltańskich miejsc historycznych. Był on również sekretarzem International Institute of Mediterranean Archaeology (Międzynarodowego Instytutu Archeologii Śródziemnomorskiej) oraz jego lokalnej "gałęzi" The Malta Underwater Archaeological Branch (Oddział Podwodnej Archeologii Malty), powstałej w roku 1961.

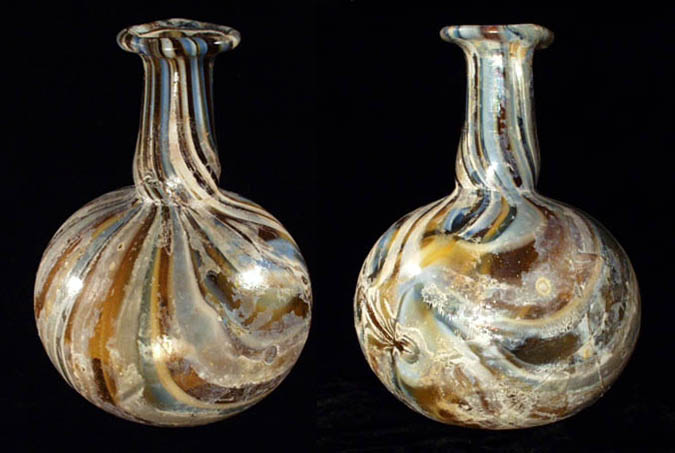
Rzymskie szklane unguentaria

Główna siedziba oddziału mieściła się w pałacu. Gollcher osobiście uczestniczył w kursie we Włoszech, jak oczyszczać i składać w całość znaleziska lądowe i podwodne.

Kolekcja archeologiczna wystawiana w palazzo zawiera szereg rzymskich obiektów, w tym wczesny dzbanek o trójlistnym wzorze i dziubkowym obrzeżu na płaskiej podstawie, miseczka na sos do maczania przekąsek oraz unguentarium. Są tam też różne lampki oliwne, miseczki, części amfor oraz różnorakie antyczne gliniane figurki.
Wśród dokumentów wystawianych w tym pokoju wyróżnia się siedem bulli papieskich. Oprócz nich znajduje się tu bogato ilustrowany manuskrypt, na którego jednej ze stron przedstawiona jest miniatura pełnego herbarza szlachcica. Kolory miniatury są bardzo dobrze zachowane. Dokument pisany jest w języku niemieckim.

## Wystawy czasowe
Palazzo Falson regularnie organizuje czasowe wystawy, których główną atrakcją są poszczególne przedmioty z kolekcji kapitana Gollchera, uzupełnione dziełami z innych muzeów i prywatnych kolekcji na Malcie. Wystawom z zasady towarzyszy publikacja katalogu oraz kalendarz zajęć – np. rozmowy w galerii i warsztaty dla dzieci.

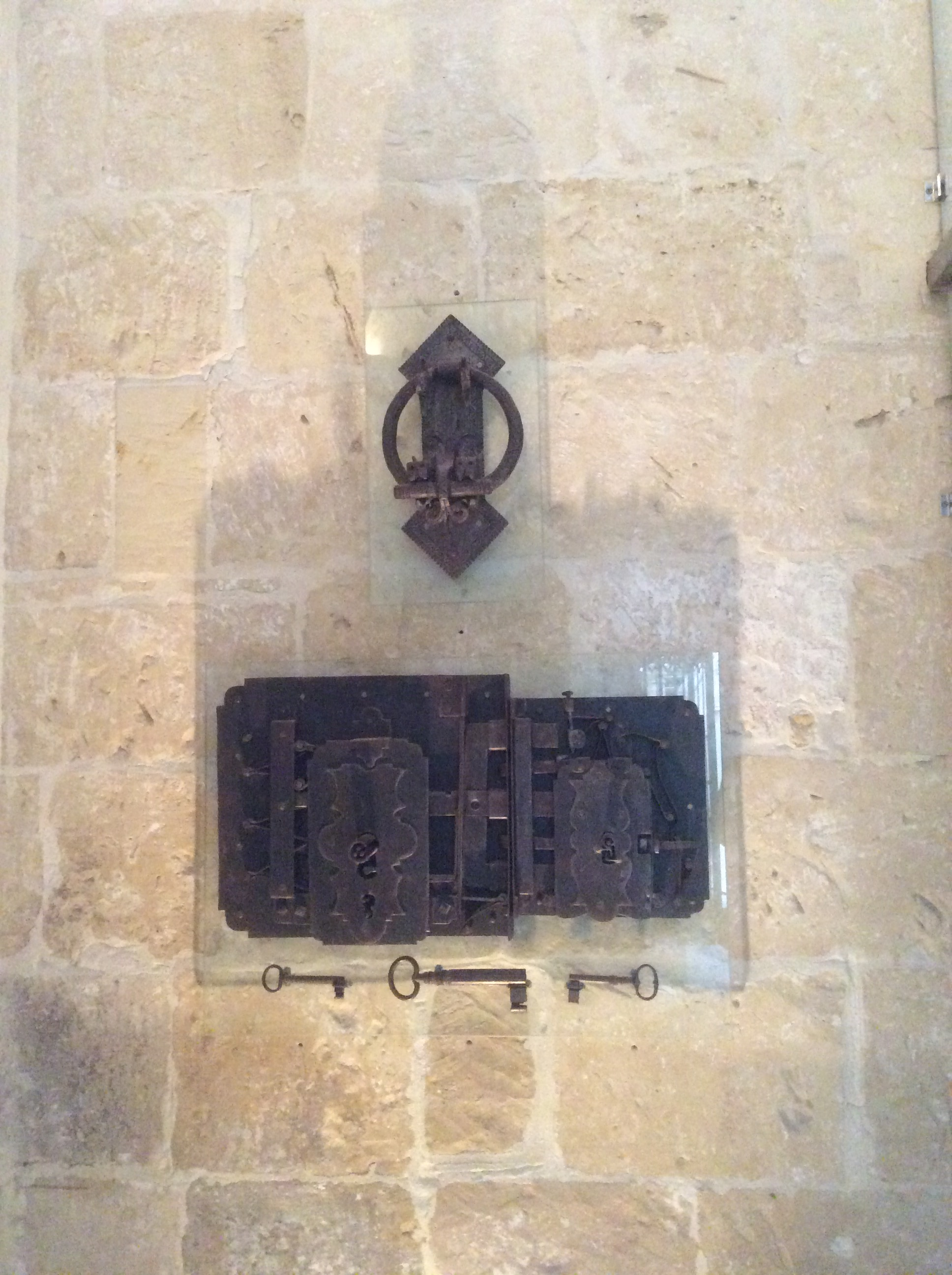
Zamek – pozostałość po oryginalnych drzwiach budynku (w stałej ekspozycji)

### Rok 2009
Pierwsza wystawa, zorganizowana w roku 2009 (30 kwietnia – 21 czerwca), była zatytułowana Whistles: From Rituals to Toys (Gwizdki: Od rytualnych po zabawki). W sumie na wystawie przedstawionych było 150 różnych gwizdków, gdzie podkreślono wielorakie cele używania gwizdka w przeciągu historii. Wystawa obejmowała gwizdki, począwszy od antycznych maltańskich do przywoływania ptaków, aż po przykłady współczesne. Gościnnym kuratorem wystawy była historyk muzyki Anna Borg Cardona.

### Rok 2010
W roku 2010 (21 października – 12 grudnia) pokazano w muzeum wystawę fajek. Fajki do palenia tytoniu miały w życiu Gollchera szczególne znaczenie. Należał on do grupy artystów nazywających siebie Confraternità della Pipa (Bractwo Fajki). Grupa ta organizowała regularne wystawy oraz uroczyste spotkania. Wystawa nosiła tytuł Pipes: From Habit to Art (Fajki: Od nałogu po sztukę), i zgromadziła ponad 160 eksponatów, prezentując historię fajek z całego świata. Kuratorem wystawy była Francesca Balzan.

### Rok 2011
W roku 2011 (8 listopada – 31 grudnia, przedłużona do 31 stycznia 2012) wystawa poświęcona była buteleczkom do perfum. Zatytułowana Scent Bottles: From Ceremony to Seduction (Buteleczki zapachowe: Od ceremonii do uwodzenia), wystawa prezentowała ponad 250 eksponatów pochodzących z lokalnych zbiorów prywatnych oraz muzeów. Wystawą gościnnie opiekował się Joseph Galea Naudi.

### Rok 2014
Wystawa Edward Lear: Watercolour and Words (Edward Lear: Akwarela i słowa), skoncentrowana na literackiej i artystycznej twórczości brytyjskiego artysty, poety i autora Edwarda Leara, pokazywana była w roku 2014 (18 października 2014 – 4 stycznia 2015). Pokaz poświęcony był głównie pobytowi Leara na Malcie, oraz połączył jego akwarele z odpowiadającymi im zapisami w dziennikach autora, podkreślając wyjątkową osobowość artysty. Gościnnym kuratorem wystawy był John Varriano, emerytowany profesor historii sztuki w Mount Holyoke College, Massachusetts, który, w połączeniu z wystawą, wydał książkę o pobycie Leara na Malcie.

### Rok 2015
W roku 2015 (6 listopada 2015 – 14 lutego 2016) wystawa Watches: Timekeepers to Trendsetters (Zegarki: Od strażników czasu do dyktatorów mody) zajmowała się tematem zabytkowych zegarków. Gościnnie opiekował się wystawą David Thompson, były starszy kurator działu zegarów w British Museum. Na wystawie zgromadzono ponad 50 zegarków, wraz ze specjalnie zamówioną animacją na temat francuskiego czasu dziesiętnego.

### Rok 2016
Wystawę Snuff Boxes: From Accessories to Objets d’Art (Tabakierki: Od dodatku po dzieło sztuki) otwarto w roku 2016 (25 listopada 2015 – 26 lutego 2017). Zgromadzono na niej ponad 200 tabakierek oraz akcesoriów z nimi związanych, wypożyczonych z muzeum, miejsc kościelnych oraz, nigdy wcześniej nie widzianych, prywatnych kolekcji. Ekspozycja opisywała historię tabakierki od najbardziej zachwycających do bardzo różnorodnych pudełek, które zostały zrobione jedynie w celu przechowywania cennego proszku, tabaki. Wystawa była pod kuratelą Francesci Balzan.

## Dziedzictwo
Palazzo Falson umieszczony jest na liście National Inventory of the Cultural Property of the Maltese Islands pod numerem 01193.

## Literatura
- Michelle Galea, Francesca Balzan: Palazzo Falson: Historic House Museum. Valletta: Fondazzjoni Patrimonju Malti i Midsea Books, 2007. ISBN 978-99932-7-142-0. (ang.).